# Палладийдодекабериллий
Палладийдодекабериллий — бинарное неорганическое соединение
палладия и бериллия
с формулой Be12Pd,
кристаллы.

## Получение
- Сплавление стехиометрических количеств чистых веществ:

{\displaystyle {\mathsf {Pd+12Be\ {\xrightarrow {T}}\ Be_{12}Pd}}}

## Физические свойства
Палладийдодекабериллий образует кристаллы
тетрагональной сингонии,
пространственная группа I 4/mmm,
параметры ячейки a = 0,7271 нм, c = 0,4251 нм, Z = 2,
структура типа додекамарганецтория ThMn12
.